# Локрійський акт
Локрійський акт  - вважається найдавнішим кодексом грецького законодавства, який відомий своєю крайнью суворістю.
Прийнятий мешканцями міста Локрі, у південній Італії, що було засноване греками у VII ст. до н.е.

## Зміст
Згідно з цією доктриною, людина, яка пропонує нову істину, повинна пережити те, що перед судом локрійців, переживав той, хто пропонував новий закон, коли стояв із зашморгом на шиї, готовий до того, що його відразу повісять, якщо громадське зібрання, вислухавши його аргументи, просто там і одразу не прийме його пропозиції. 